# Thelasis angustifolia
Thelasis angustifolia är en orkidéart som beskrevs av Johannes Jacobus Smith. Thelasis angustifolia ingår i släktet Thelasis och familjen orkidéer. Inga underarter finns listade i Catalogue of Life.